# Neriene comoroensis
Neriene comoroensis là một loài nhện trong họ Linyphiidae.
Loài này thuộc chi Neriene. Neriene comoroensis được George Hazelwood Locket miêu tả năm 1980.